# Programa BR do Mar
O Programa BR do Mar é um conjunto de medidas propostas pelo Governo Federal através do Ministério da Infraestrutura destinadas a aumentar a oferta da cabotagem, incentivar a concorrência, criar novas rotas e reduzir custos do setor de navegação brasileira, além de buscar ampliar o volume de contêineres transportados, por ano, de 1,2 milhão de TEUs (unidade equivalente a 20 pés), em 2019, para 2 milhões de TEUs, em 2022, além de ampliar em 40% a capacidade da frota marítima dedicada à cabotagem nos próximos três anos, excluindo as embarcações dedicadas ao transporte de petróleo e derivados.

## Projeto de Lei
O Governo Federal enviou a proposta do Programa de Incentivo à Cabotagem, BR do Mar, como projeto de lei ao Congresso Nacional. O projeto tramitou na Câmara em caráter de urgência sob o número PL 4.199/2020, sendo aprovado e transformado em lei ordinária em 7 de janeiro de 2022, publicada no Diário Oficial no mesmo dia.
Para a formulação do programa foram realizadas reuniões com autoridades do governo, usuários, armadores, representantes da construção naval e sindicatos de marítimos. Segundo o ministro da Infraestrutura, Tarcísio Gomes de Freitas, quando se fala em transporte de cargas em um país com as dimensões territoriais do Brasil, é preciso pensar em vantagens e eficiências logísticas.

## Cabotagem
A cabotagem é a navegação entre portos ou pontos do território brasileiro utilizando via marítima ou fluvial. É um modo de transporte seguro, eficiente e que tem crescido no Brasil, quando considerada a carga transportada em contêineres.

## O Programa
O programa foca em quatro eixos temáticos:
Frota - O programa estimula a frota em operação do país para que as Empresas Brasileiras de Navegação (EBNs) tenham maior controle e segurança na operação de suas linhas. Dessa maneira, propõe que a empresa que detém frota nacional poderá se beneficiar de afretamentos a tempo (quando o navio é afretado com a bandeira estrangeira, o que permite que ela tenha menores custos operacionais). São previstas, ainda, outras hipóteses que permitirão às EBNs afretarem embarcações a tempo: para substituir embarcações que estiverem em reparo ou construção; para atender operações que ainda não existam; e para cumprir exclusivamente contratos de longo prazo. Já os novos entrantes ou empresas de menor porte sem embarcações próprias poderão afretar a casco nu (o navio afretado passa a adotar a bandeira brasileira), sem a necessidade de lastro em embarcações próprias.
Indústria Naval - O governo propõe diversas ações para fomentar a indústria naval, em especial no segmento de manutenção e reparos. A possibilidade de empresas estrangeiras utilizarem os recursos do Fundo da Marinha Mercante para financiarem a docagem de suas embarcações em estaleiros brasileiros é um exemplo de ação que, ao trazer maior escala para as operações dos estaleiros, irá beneficiar, também, as EBNs, que hoje utilizam estaleiros na Europa e até na China.
Custos - Ações que buscam viabilizar o aumento da competitividade das operações de cabotagem, com propostas que impactam custos de diversos tipos, como as burocracias que sobrecarregam as operações de cabotagem.
Portos - Uma iniciativa importante é a permissão do uso de contratos temporários para a movimentação de cargas que ainda não possuem operação no porto, agilizando a entrada em operação de terminais dedicados à cabotagem. Além disso, o Governo Federal já trabalha com uma agenda de modernização portuária, tendo concluído desde o ano passado o arrendamento de 14 áreas portuárias, nas cinco regiões do país. Outras 14 áreas portuárias serão licitadas ainda este ano, além de 33 terminais de uso privado que serão autorizados. Outra ação é a inclusão de novos investimentos em contratos já existentes. Tudo isso para garantir que os portos estejam preparados para o aumento da demanda de operações para cabotagem.

## Caminhoneiros
Apesar de reações por parte da categoria de transportadores rodoviários, o Governo afirma que: 
"os caminhoneiros e todo o setor do transporte rodoviário de cargas serão beneficiados com o BR do Mar por um motivo muito simples: não existe cabotagem sem o caminhoneiro; um navio com 3.000 contêineres significa que 3.000 contêineres precisam chegar ao porto e depois precisam ser desembarcados". 
Ou como diz o ministro Tarcísio Gomes de Freitas: 
“Quando o transporte cresce como um todo, é bom para todo mundo, principalmente, para o caminhoneiro. É bom lembrar que navio não vai em fazenda, navio não para na indústria, não para no supermercado. E o único transporte que faz isso é o caminhão". 
Com o crescimento da intermodalidade (conexão entre todos os tipos de transportes), o Brasil, um país de dimensões continentais, ganha em eficiência logística. E com eficiência, é gerado mais transporte, mais viagens e mais oportunidades de crescimento em todos os setores. Além disso, o mercado de cabotagem não compete com os principais fluxos rodoviários do país, que são intrarregionais (pelo interior) ou para exportação (interior-litoral). Estes corredores que representam os maiores volumes de cargas transportadas no país não estão disponíveis para cabotagem.

## Críticas
A proposta foi criticada enquanto ainda estava em debate. Segundo Danilo Oliveira, da revista Portos e Navios, "para algumas entidades e especialistas, o texto, da forma como está, não atende aos interesses da indústria nacional. As principais críticas vão no sentido de que as novas regras de afretamento propostas favorecem a construção de navios no exterior, sem nenhum estímulo local". O Sindicato Nacional da Indústria da Construção e Reparação Naval e Offshore se posicionou declarando que "o projeto não mexe no que realmente encarece a cabotagem: praticagem, burocracia, bunker e segregação de contêineres", e acrescentou que o Ministério "descumpriu promessa dada aos estaleiros nacionais de deixar navios petroleiros e gaseiros fora do programa". Para Nelson Carlini, consultor da Porto Assessoria e Participações, a liberação do afretamento de embarcações estrangeiras para a cabotagem "desincentiva a construção no Brasil, [...] não reduz custos de operação das embarcações de cabotagem e torna inócuas as contrapartidas estabelecidas na Lei 9.432/97, que direcionava as empresas brasileiras de navegação a investimentos locais. [...] O que mais me deixa atônito é que somos o primeiro país deste porte no mundo abrindo sua navegação interna, sem nenhuma contrapartida de ninguém, a título de melhorar a competitividade e explorar nichos que não foram explorados. Nenhum país fez isso". A Associação Brasileira dos Usuários dos Portos, de Transportes e da Logística alertou que há riscos de evasão fiscal e de perda de empregos nos estaleiros.
Apesar de ser colocado em regime de urgência, considerado uma prioridade para o governo, as críticas ao projeto causaram seu emperramento no Congresso. Segundo matéria de Jéssica Sant'Ana, "associações de armadores de cabotagem e de usuários de portos e o sindicato nacional da indústria naval são contra vários aspectos do texto apresentado pelo Executivo. Eles afirmam que o BR do Mar parte do pressuposto errado de que o problema da cabotagem no país está na falta de embarcações, deixando de atacar os verdadeiros entraves para o desenvolvimento do transporte marítimo de cargas. As associações e o sindicato afirmam, ainda, que o programa vai aumentar a concentração de mercado nas mãos de empresas estrangeiras que já operam no Brasil, além de permitir a construção de navios no exterior com dinheiro brasileiro e a importação sem nenhum custo, o que pode inviabilizar a existência de uma frota nacional e resultar em aumento de preços do frete".
Antes de ser aprovado no Senado o projeto original sofreu diversas mudanças, mas as críticas não cessaram. Segundo Luis Fernando Resano, diretor-executivo da Associação Brasileira dos Armadores de Cabotagem, as mudanças não resolveram o problema do desincentivo aos investimentos nacionais e previu que a frota nacional seria reduzida, acrescentando que "permitirá que embarcações usadas venham ao Brasil em total desigualdade de concorrência", deixando a cabotagem à mercê da volatilidade do mercado internacional. Para Abrahão Salomão, diretor de Transportes Aquaviários da Associação Brasileira dos Usuários dos Portos, "a proposta não agrada a nenhum setor relacionado à cabotagem. [...] O modal será entregue a empresas estrangeiras sem interesses em investir no país. [...] A proposta não ataca o problema da concentração de mercado. Só quem apoia é quem não entende do setor. As alterações do Senado atenuaram o que era péssimo".
O projeto de lei voltou à Câmara e foi aprovado. O presidente Bolsonaro o sancionou vetando alguns artigos mas o veto foi derrubado e o PL foi finalmente transformado em lei em 7 de janeiro de 2022, mas ainda precisava ser regulamentado. Entrevistado em 30 de outubro de 2022, o presidente eleito Luiz Inácio Lula da Silva disse que concordava com as críticas que foram feitas ao programa "no que se refere ao desestímulo da construção naval do país e a precarização no uso da mão de obra, ao desobrigar a contratação de tripulação brasileira", e prometeu uma revisão do marco legal.